# 堀田正時
堀田 正時（ほった まさとき）は、江戸時代後期の大名。下総国佐倉藩3代藩主。官位は従五位下・相模守。正俊系堀田家7代。

## 生涯
初代藩主・堀田正亮の九男。文化2年（1805年）、先代藩主で兄の正順が死んだ時、正順の長男・正功が既に早世していたため、家督を相続した。正功の遺児（長男の正愛）がいたため、中継ぎ藩主ということで藩政には関わらず、趣味を中心にした生活を送った。
文化8年（1811年）4月4日（4月10日）に死去した。享年51。家督は正愛が継いだ。

## 系譜
- 父：堀田正亮（1712年 - 1761年）
- 母：不詳
- 養父：堀田正順（1745年 - 1805年）
- 側室：芳尾（源田氏）
  - 次男：堀田正睦（1810年 - 1864年）
- 生母不明の子女
  - 女子：幸 - 堀田正愛の養女、本多忠考正室
- 養子
  - 女子：多鶴 - 内田正容正室、堀田正功の娘
  - 男子：堀田正愛（1799年 - 1825年） - 堀田正功の長男